# Trompeterschlössl

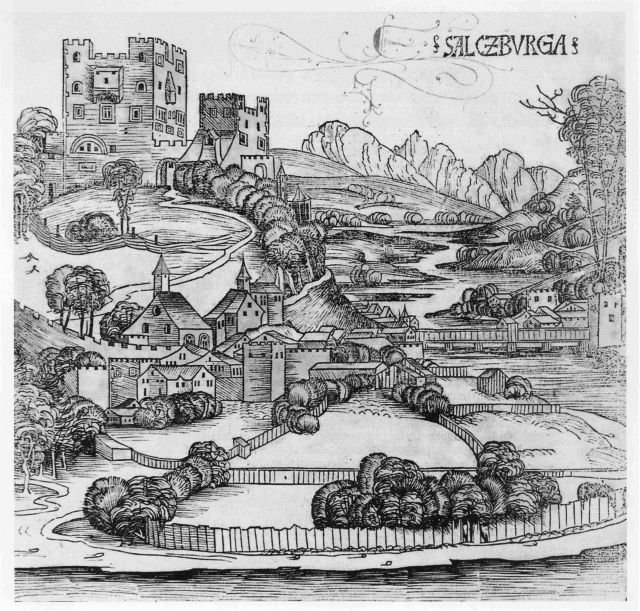
Ausschnitt aus dem Holzschnitt „Salczburga“ in der von Hartman Schedel herausgegebenen Schedelschen Weltchronik von 1493

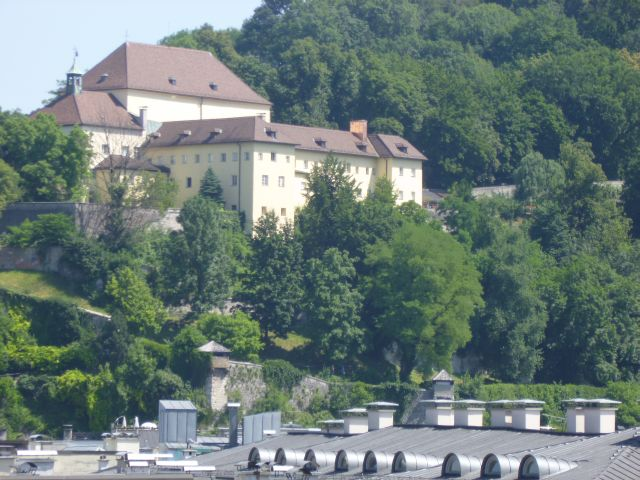
Kapuzinerkloster vom Mönchsberg aus

Das Trompeterschlössl ist ein ehemals bestehendes Wehrbauwerk auf dem Kapuzinerberg in Salzburg.
Das Trompeterschlössl dürfte gegen Ende des 13. Jahrhunderts durch Erzbischof Friedrich II. von Walchen oder seinem Nachfolger angelegt worden sein, nachdem Kaiser Friedrich II. die Bestimmung erlassen hatte, nach der jeder Reichs- und Kirchenfürst seine Stadt zu befestigen habe. Möglicherweise war der Wehrturm im Kern sogar noch älter und gestand schon um 1160. 1406 wurde durch Erzbischof Eberhard III. von Neuhaus der weitere Festungsausbau veranlasst. Der nun entstandene Turm bildete einen Eckpfeiler der Stadtbefestigung und sicherte vor allem den östlichen Brückenkopf der einzigen Salzachbrücke. Mit Mauern war er mit dem Inneren Ostertor und dem Inneren Steintor verbunden. Die Anlage bestand aus einem mächtigen Hauptturm mit zinnenbekrönten Ecktürmen. Dem Wehrturm war westseitig ein kleinerer Turm vorgelagert, dazwischen lag das Burgtor. Ein weiteres Tor ist bei dem Westturm zu erkennen. Das Imbergschloss war zudem lange Zeit Sitz der Pfleger von Salzburg; einer von ihnen war Vincentz Tynncylinger, der in einer Chronik von 1520 als „Trompetter meines gnedigsten Herrn von Salczpurg, Pfleger auf dem Ynnberg“ genannt wurde.
An der Stelle des Trompeterschlössls wurde im 16. Jahrhundert das Kapuzinerkloster errichtet. Erzbischof Wolf Dietrich von Raitenau hatte die Kapuziner 1594 nach Salzburg geholt. 1599 konnte das Kloster am Imberg (heute Kapuzinerberg) bezogen werden und 1602 wurde die Klosterkirche durch den Erzbischof eingeweiht.
Im Mauerwerk der Klosterkirche wurden Teile der ursprünglichen Mauern der beiden Türme des Trompeterschlössls weiter verwendet. Neben den Befunden, die man beim Abschlagen des Verputzes feststellen konnte (z. B. zugemauerte Fensteröffnungen, Zinnenreste) dürfte der oststeite Teil der Kirche im Grundriss etwa dem alten Wehrturm entsprechen. Der Altarraum könnte aus einem kleineren westseitigen Turm hervorgegangen sein. Um die Symmetrie mit dem Hauptgebäude des Kirchenschiffes zu wahren, wurde eine Zwischenmauer eingezogen, deren Durchbruch mittig angelegt wurde. Diese Strukturen unter dem Putz außen an der heutigen Klosterkirche erkennbar. Reste der Wehrmauer zum ehemaligen Ostertor hin sind noch in der nordöstlichen Mauer des Hauses Linzergasse 12 vorhanden.
Die Reste stehen im Rahmen des Ensembles Kapuzinerkloster und -kirche, hl. Bonaventura, Trompeterschlössl und Mauern unter Denkmalschutz und gehören zum UNESCO-Welterbe Historisches Zentrum der Stadt Salzburg.

## Nachweise
- Reinhard Medicus: Salzburgs Stadtberge und Stadtgärten im Wandel der Zeit. Anton Pustet Verlag, Salzburg 2021, ISBN 978-3-7025-1005-3.
- Salzburger Stadttore
- Trompeterschlössl auf Schlösserumschau
- Trompeterschlößl. In: Salzburger Nachrichten: Salzburgwiki.

1. ↑  Reinhard Medicus: Siedlungsgeschichte des Kapuzinerberges. In: Bastei 60/3, 2011, S. 17–22.

Koordinaten: 47° 48′ 6,7″ N, 13° 2′ 48,4″ O